# Odemira
Odemira là một huyện thuộc tỉnh Beja, Bồ Đào Nha. Huyện này có diện tích 1721 km², dân số thời điểm năm 2001 là 26106 người.